# Retrato da Armada
O Retrato da Armada (em inglês: The Armada Portrait) é a denominação atribuída a qualquer uma das três versões reminiscentes de uma pintura sobre painel alegórica representando Isabel I de Inglaterra cercada por simbologias da monarquia inglesa sobre um pano de fundo que representa a derrota da Invencível Armada em 1588.
O painel possui três versões ainda conservadas: a maior delas mantida em Woburn Abbey, uma na National Portrait Gallery (cujas bordas são cortadas e o fundo é de fato menos visível) e uma última na Queen's House. Os dois primeiros retratos foram atribuídos ao pintor George Gower. Um detalhe alegórico da composição é a representação do embate entre os navios ingleses e espanhóis na janela esquerda e os navios espanhóis encalhados nas rochas na janela direita.

## Iconografia
A combinação de um retrato em tamanho real de Isabel I com um formato de paisagem é "sem precedentes" na vasta coleção de retratos da monarca inglesa, apesar de retratos alegóricos neste formato, como Family of Henry VIII: An Allegory of the Tudor Succession (1572) atribuído a Lucas de Heere ser anterior ao Retrato da Armada.
A arte inglesa neste período era relativamente isolada do restante da Europa, recebendo pouca influência das tendências católicas e renascentistas da Península Itálica e estando mais inclinada à iluminura manuscrita flamenga e à representação heráldica. O Retrato da Armada não é exceção neste contexto: a cadeira à direita é vista de dois ângulos diferentes, assim como as mesas à esquerda e o fundo que mostra dois eventos distintos na derrota da Armada. No pano de fundo à esquerda, os brulotes ingleses se aproximam da frota espanhola e, à direita, os navios espanhóis estão a colidir com uma costa rochosa em meio a águas tempestuosas. Sob uma interpretação secundária, Isabel I está de costas para o lado sombrio enquanto seu olhar mira a parte iluminada da pintura. Tal lógica seria repetida no Retrato Ditchley (1592), de Marcus Gheeraerts, o Jovem.

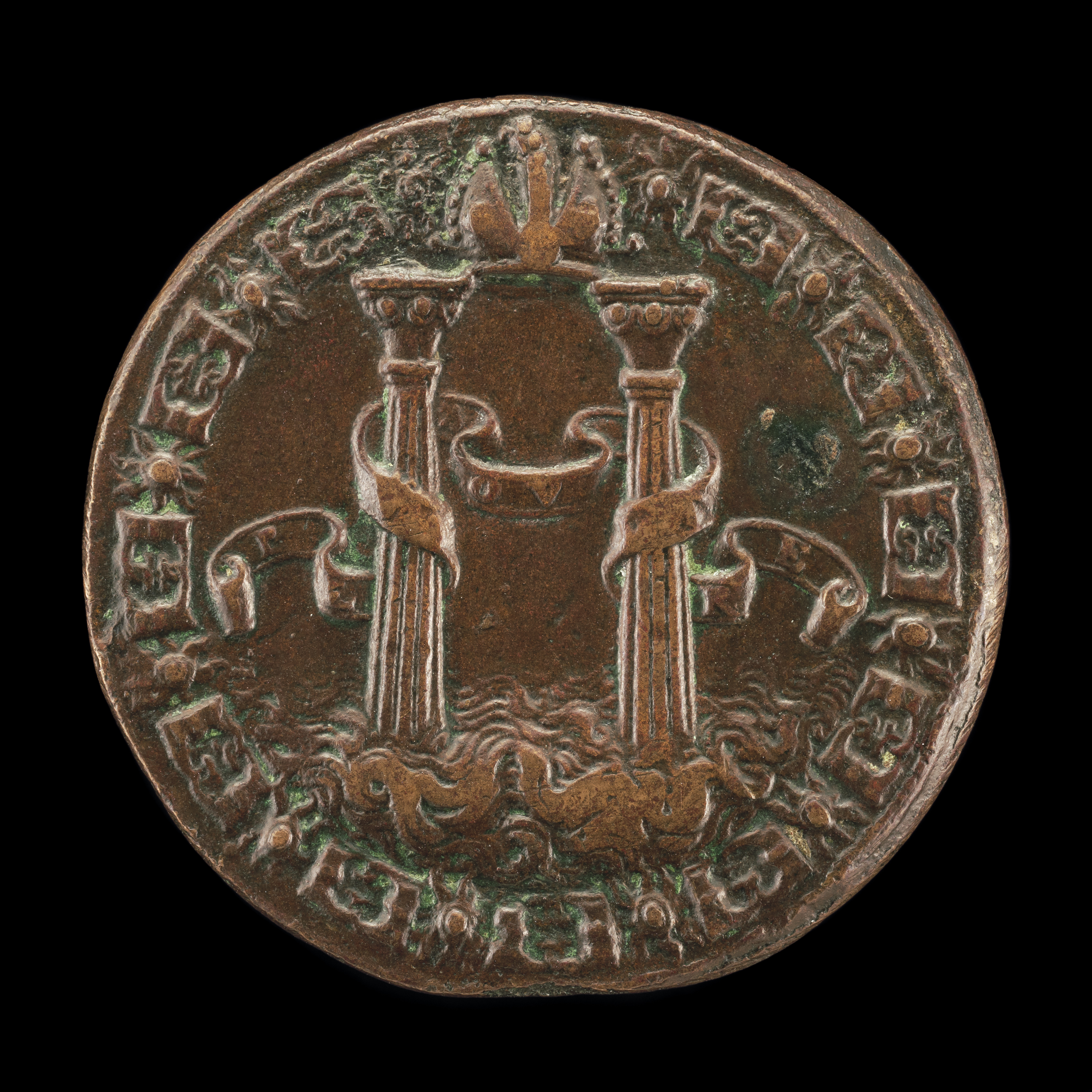
Os Pilares de Hércules e o lema PLVS VLTRA eram símbolos do ramo espanhol da Casa de Habsburgo.

A mão da monarca repousa sobre uma esfera armilar na direção e abaixo de uma coroa (que provavelmente não é a Coroa Tudor), enquanto seus dedos cobrem especificamente o mapa das Américas. Este detalhe provavelmente indica o ideal inglês de dominar o comércio atlântico e expandir seu império colonial no Novo Mundo. A figura de Isabel I está ladeada por duas colunas, uma provável referência à representação heráldica das Colunas de Hércules - símbolo pessoal de Carlos I e Filipe II de Espanha e que compõe o brasão de armas de Espanha desde então.
Os historiadores de arte Andrew Belsey e Catherine Belsey destacam o impressionante equilíbrio geométrico da pintura incluindo padrões repetidos de círculos e arcos formados pela coroa, o globo e as mangas, o rufo e o vestido usado pela monarca. Os Belsey também contrastam a figura da "Rainha Virgem" portanto uma grande pérola simbolizando sua castidade sobre seu corpete. A sereia esculpida nos pés do trono seria, segundo estas fontes, uma representação da presença feminina em superioridade aos navios espanhóis ou até mesmo uma alusão à Maria Stuart. Esta segunda suposição é reforçada pelo fato de Isabel I estar completamente de costas para a figura da sereia, o que indicaria que as conspirações e a eventual execução de Maria Stuart - sua prima - haviam sido superadas pelos ingleses. A coroa também simboliza a monarquia inglesa.